# 华东黄杉
华东黄杉（学名：Pseudotsuga gaussenii）为松科黄杉属下的一个种。